# Hřibsko
Hřibsko (německy Füllenhof) je vesnice, část obce Stěžery v okrese Hradec Králové. Nachází se asi 2 km na jihozápad od Stěžer. V roce 2009 zde bylo evidováno 60 adres. V roce 2001 zde trvale žilo 149 obyvatel.
Hřibsko je také název katastrálního území o rozloze 3,73 km2.

## Další fotografie

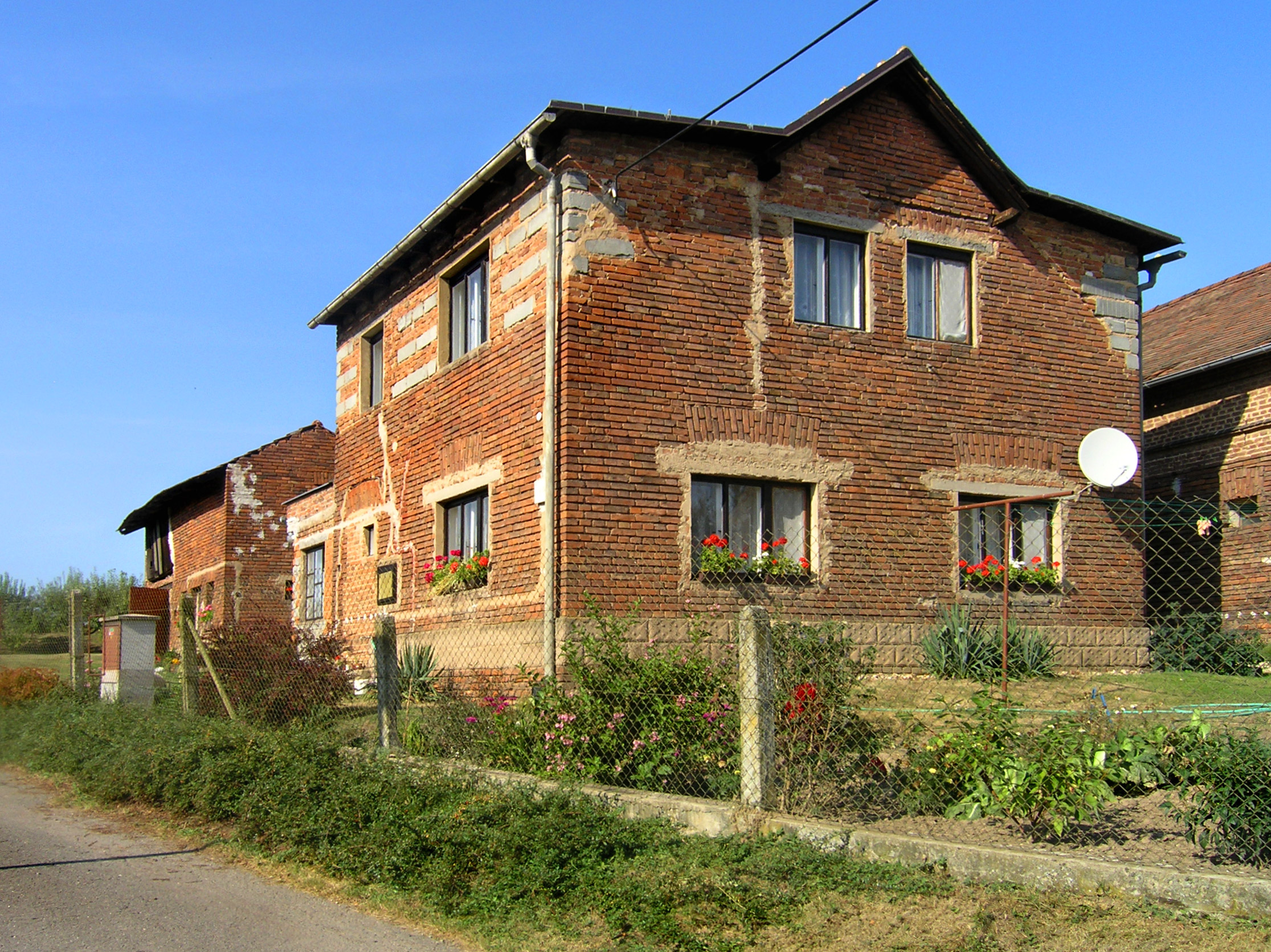
Domy v severní části
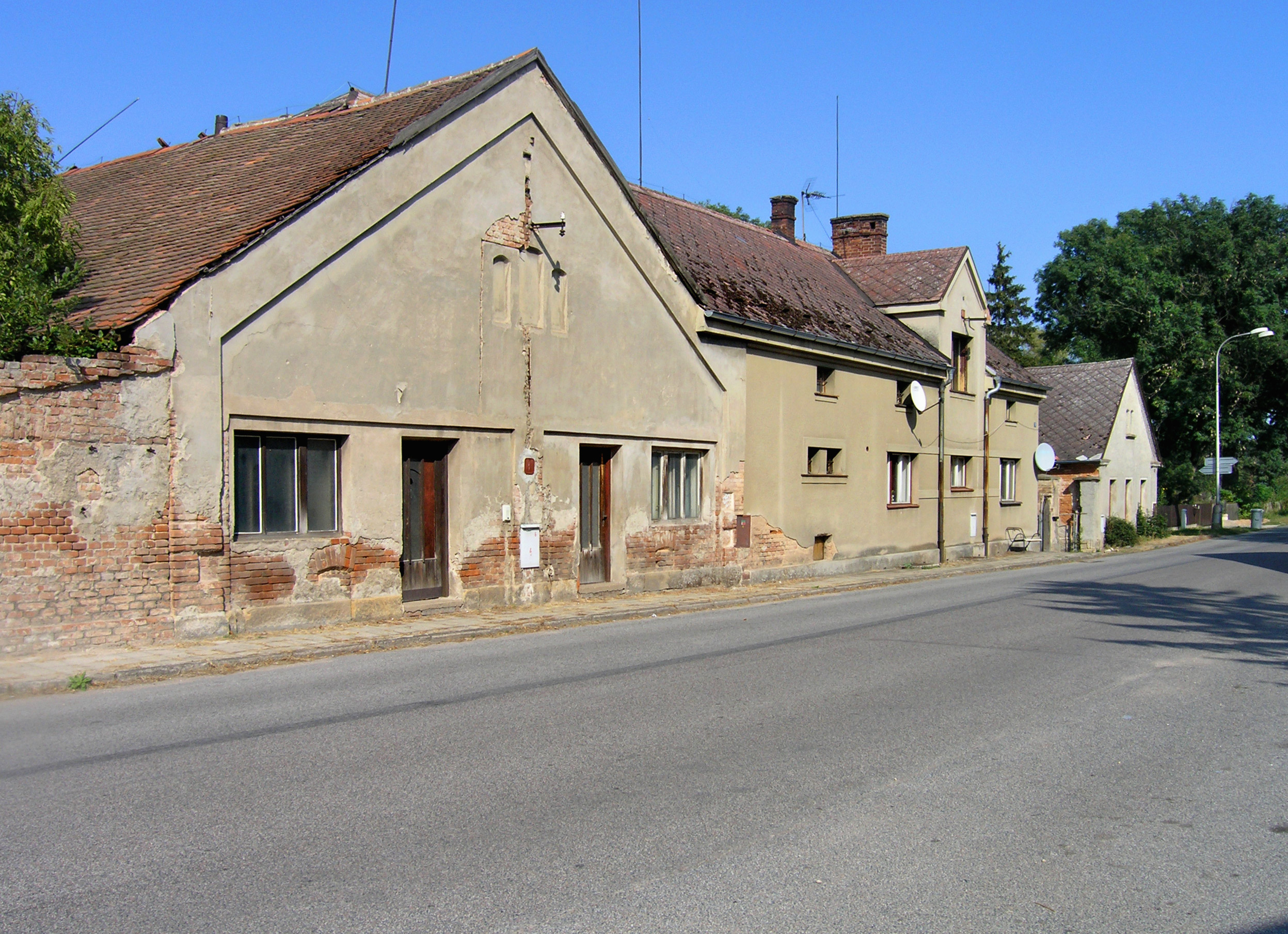
Hlavní silnice